# Střechatky
Střechatky (Megaloptera) jsou řádem křídlatého hmyzu. Jedná se o hmyz většinou střední velikosti, ale některé druhy mohou být až 130 mm dlouhé. Jsou charakteristické složením křídel v klidu nad tělem do stříšky. Počtem druhů se jedná o chudý řád, na světě je jich známo přibližně 200, v Česku jen 4 druhy. Nejvíc druhů je známo z tropů. Dříve byly střechatky řazeny do jednoho řádu síťokřídlých spolu s řády dlouhošíjek a síťokřídlých.

## Popis

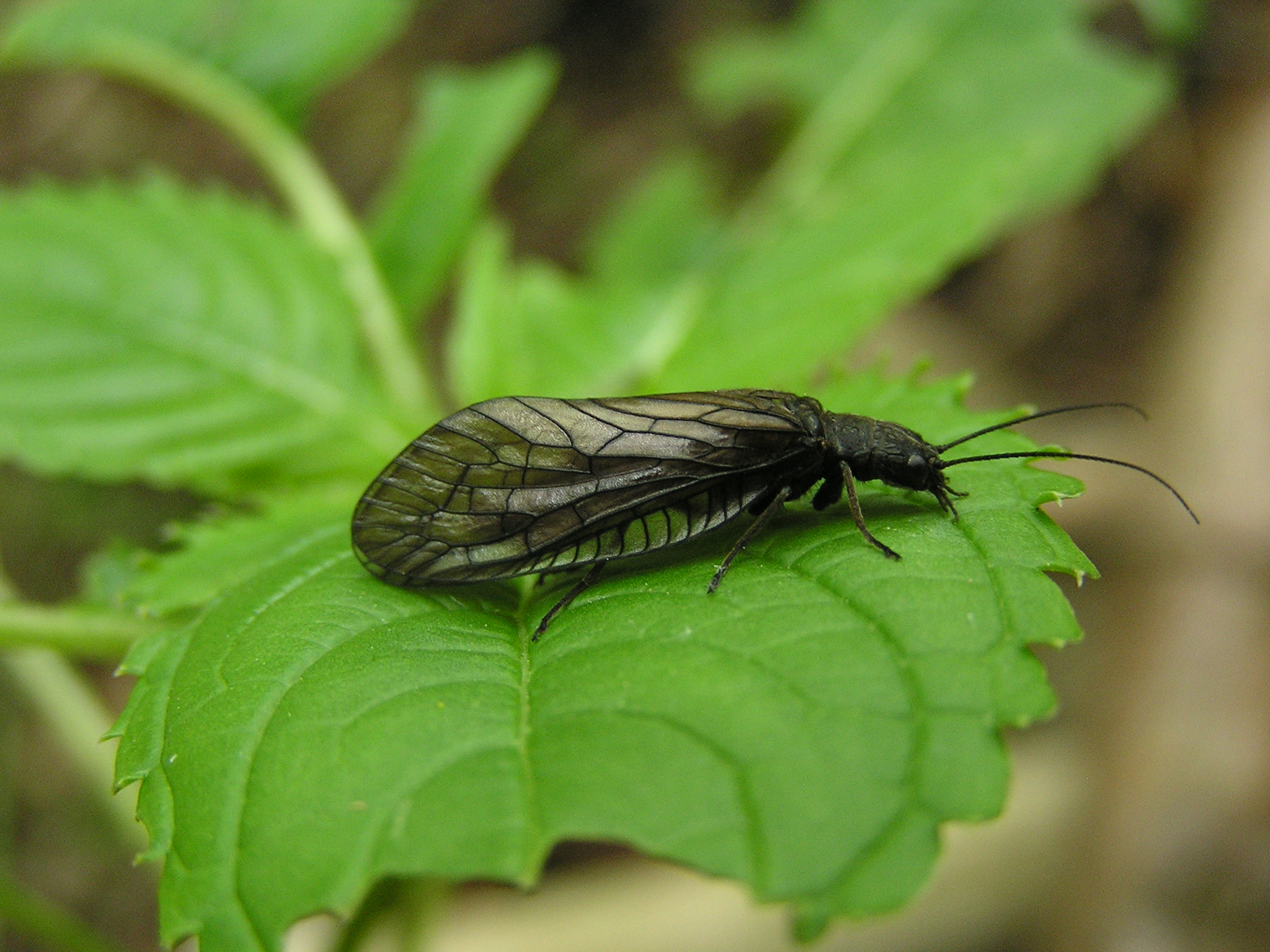
Dospělec střechatky obecné (Sialis lutaria)

### Dospělec

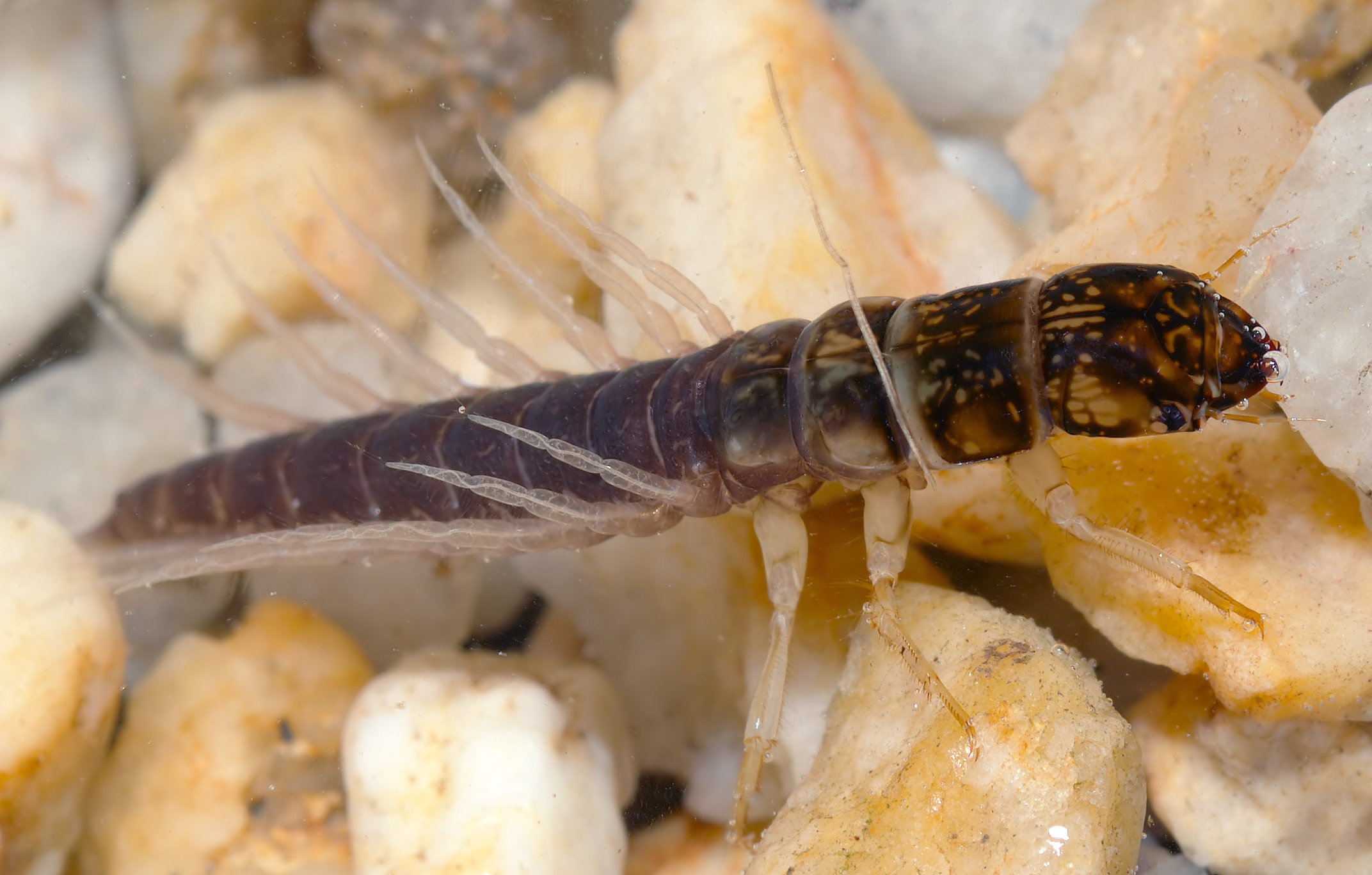
Larva střechatky obecné (Sialis lutaria)

Dospělci mají tělo většinou nenápadně zbarvené. Na hlavě a svrchu hrudi mívají skvrnité, temněji zbarvené útvary.
Hlava je zploštělá a směřuje ústním otvorem dolů. Ústní ústrojí je kousací, u čeledi Corydalidae mohou mít samci zvětšená a dopředu protáhlá kusadla (dlouhá 30–60 mm). Na bocích hlavy jsou velké polokulovité složené oči. Kromě čeledi Sialidae mají vyvinuté 3 jednoduchá očka svrchu hlavy uprostřed. Tykadla jsou umístěna hned nad ústním ústrojím, jsou dlouhé, tenké a složené až ze 40 článků (u některých druhů podčeledi Chauliodinae mohou být hřebenité). Předohruď je volně připojená, větší než středohruď se zadohrudí dohromady. Středohruď je se zadohrudí nepohyblivě spojená a jsou na nich narostlé oba páry křídel. Přední křídla jsou skoro stejná jako zadní, i žilnatina v nich si je velmi podobná. Křídla jsou v klidu složena nad tělem do stříšky. Jsou světleji zbarvená než žilnatina v nich a bývají trochu průhledná. Nohy mají dlouhé. Zadeček je desetičlánkový.

### Larva
Larvy jsou plně přizpůsobeny životu ve vodě. Tělo může dosahovat délky až 30 mm a je skvrnité. Ústní ústrojí mají stejně jako dospělci kousací, v posledním vývojovém stupni mají kusadla dokonce větší. Složené oči jsou drobné. Tykadla mají tříčlánková. Předohruď je větší než ostatní články hrudi. Nohy mají přibližně stejně dlouhé jako dospělci. Na většině zadečkových článků mají dlouhé třásnité žaberní přívěsky, které jsou při pohybu volně rozprostřeny. Larva pro své žaberní výrůstky může pohybem připomínat stonožku.
První stádium vývoje larvy je výrazně odlišné od pozdějších vývojových stupňů. Hlava je u něj nejširší z celého těla a hruď se zadečkem se postupně kuželově zužuje až na konec těla, skoro do špičky. Je menší než 1 mm.

## Vývoj jedince a rozmnožování

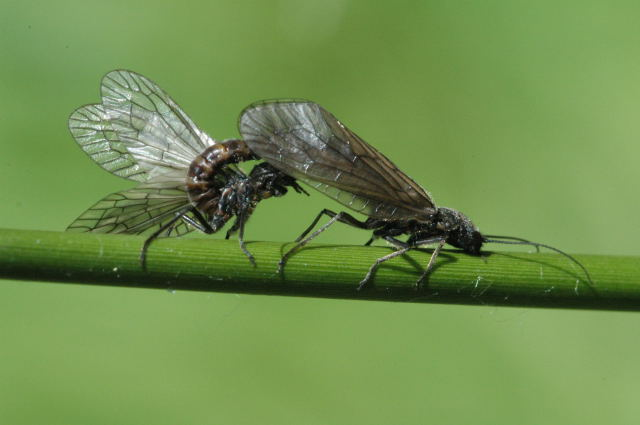
Střechatky při kopulaci. Sameček je nalevo. Střechatka obecná (Sialis lutaria)

Střechatky se vyvíjejí proměnou dokonalou. Při kopulaci je sameček natočen stejným směrem jako samička. Zadeček má stočený vrchem až před hlavu, kde se stýká se zadečkem samičky. Sameček přemísťuje spermie do semenné schránky samičky. Schránku poté otevírá svým ústním ústrojím samička a teprve pak se dostávají spermie do pohlavního ústrojí samičky. Samička pak ve velkém počtu snáší vajíčka na pobřežní vegetaci. Snůška může dosahovat až 3 000 vajíček. Vajíčka jsou na rostliny přilepována v jedné až dvou vrstvách sekretem vylučovaným samičkou. Po 8–14 dnech se z vajíčka líhne první stadium larvy, která se musí dostat co nejrychleji do vody aby přežila. Po dvou letech vývoje ve vodě, larva vyleze na břeh a tam se v hlíně nebo trávě zakuklí. Kukla je zpočátku pohyblivá a zavrtává se pod zem. Po uložení v zemi se stane nepohyblivou asi na 5–7 dní. Celkem je kuklou střechatka přibližně 14 dní. Po této době kukla vyleze na povrch a vylíhne se z ní dospělec. Dospělé střechatky žijí 1–14 dní.

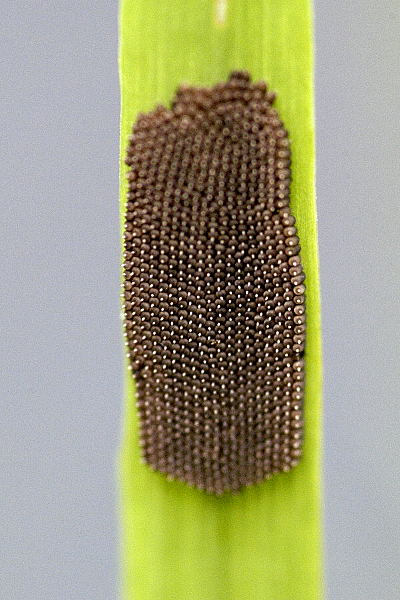
Snůška vajíček na vegetaci. Střechatka začoudlá (Sialis fuliginosa)

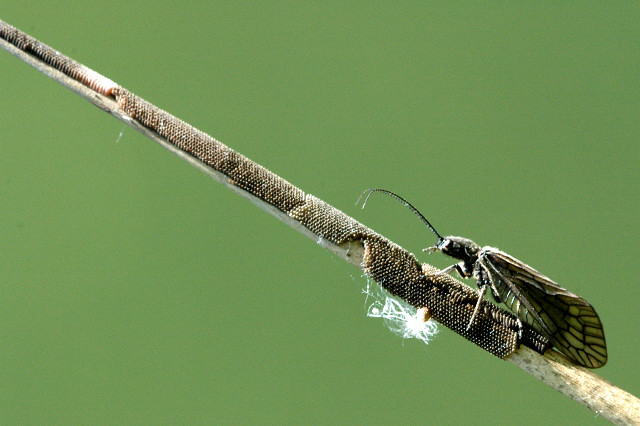
Samička při kladení vajíček. Střechatka obecná (Sialis lutaria)

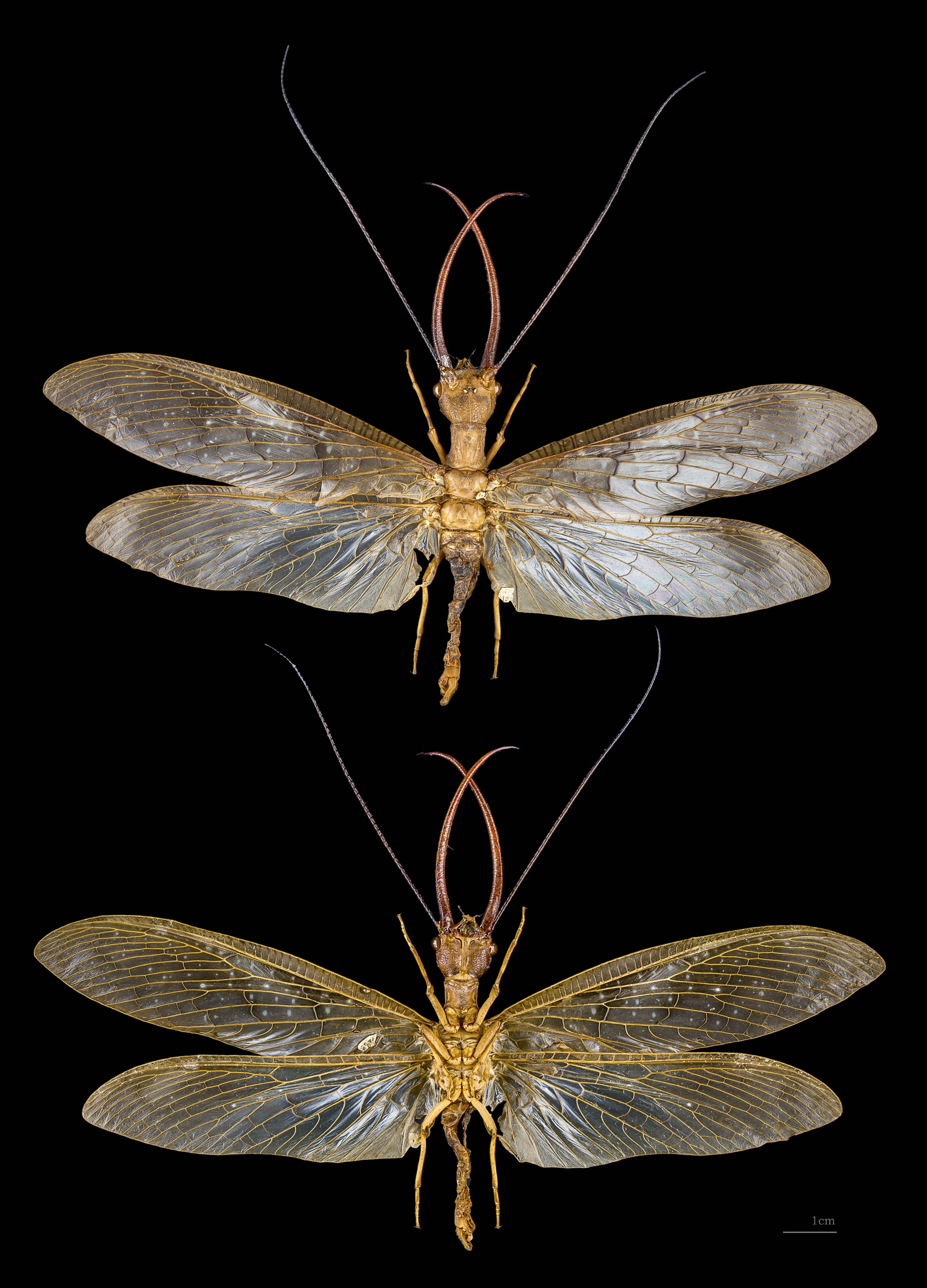
Corydalus cornutus

## Způsob života a stanoviště
Dospělé střechatky žijí vždy u vody, vyhledávají prosluněná místa. Létají za teplého počasí ve dne. V Česku se vyskytují od konce dubna do června. Létají váhavě a jen na menší vzdálenosti. Pravděpodobně vůbec nepřijímají potravu.
Larvy střechatek žijí ve vodě. Mladé larvy jsou hodně pohyblivé a aktivně vyhledávají potravu po dně. S dospíváním larva ztrácí na pohyblivosti, v posledním larválním stadiu se už jen pomalu pohybuje po dně. Larvy se živí dravě jiným vodním hmyzem a larvami.

## Druhy v Česku
V Česku se vyskytují jen 4 druhy střechatek, všechny jsou z rodu sialis. Dva druhy jsou kriticky ohrožené.
- střechatka obecná Sialis lutaria
- střechatka začoudlá Sialis fuliginosa
- střechatka Sialis nigripes
- střechatka Sialis morio

## Paleontologie
Nejstarší nálezy zkamenělin střechatek pocházejí z prvohorního permu. Předpokládá se, že střechatky měly velkou část historického vývoje společného s řády dlouhošíjek a síťokřídlých a odštěpily se ze stejného kmene Palaeodictyoptera .

## Taxonomie
- čeleď střechatkovití (Sialidae)
- čeleď velestřechatkovití (Corydalidae)
  - podčeleď Chauliodinae
  - podčeleď Corydalinae